# خانه رستم بلیوانی
خانه رستم بلیوانی مربوط به اواخر دوره قاجار است و در اردکان، شریف‌آباد، کوچه شهید مروتی، پلاک ۳۱ واقع شده و این اثر در تاریخ ۲۲ آبان ۱۳۸۶ با شمارهٔ ثبت ۲۰۱۴۲ به‌عنوان یکی از آثار ملی ایران به ثبت رسیده‌است.